# Estación de Toulouse-Matabiau
La estación de Toulouse-Matabiau es la principal estación de ferrocarril de viajeros de la ciudad francesa de Toulouse y de la región de Mediodía-Pirineos. Entre sus servicios ferroviarios, dispone de la conexión de alta velocidad a Barcelona-Sants.

## Situación

### En Toulouse
La estación de Matabiau se sitúa en el corazón de la ciudad, en el borde noreste del centro histórico, en la ribera del canal del Midi. Se encuentra conextada a través de pasajes subterráneos con la estación del metro de Toulouse Marengo-SNCF. Además dispone de un intercambiador de autobuses con numerosas líneas de autobús urbano y, anexa a la estación, de la estación de autobuses de la ciudad, por lo que constituye un importante nodo de intercambio entre medios de transporte de la aglomeración toulousiana.

### En la red ferroviaria
Toulouse-Matabiau se encuentra en el centro de una «estrella» ferroviaria en la cual se encuentran seis líneas diferentes:
- de Toulouse a Montauban (hacia Brive-la-Gaillarde, Agen y Burdeos, después París), línea de vía doble electrificada a 1.500 voltios
- de Toulouse a Saint-Sulpice (hacia Albi), la línea de vía única sin electrificar más congestionada de Europa.[cita requerida] Se encuentra en proceso de desdoblamiento.
- de Toulouse a Narbona (hacia Marsella o Perpiñán y España), línea doble electrificada a 1.500 voltios
- de Toulouse a Foix (hacia Latour de Carol-Enveitg), línea de vía única electrificada a 1.500 voltios
- de Toulouse a Tarbes (hacia Lourdes, Pau, Bayona y España) línea de vía soble electrificada a 1.500 voltios
- de Toulouse a Colomiers (hacia Auch), línea de vía única sin electrificar, parcialmente desdoblada en el interior de la ciudad

La estación se encuentra en un complejo ferroviario que incluye:
- Inmediatamente al norte, los talleres de Toulouse-Raynal, antigua estación de mercancías
- Al este, el depósito de Toulouse-Périole
- A una quincena de kilómetros al norte, la estación de mercancías de Toulouse-Saint Jory